# Баррес, Бен
Бен Баррес (англ. Ben Barres), имя при рождении Барбара Баррес (англ. Barbara Barres; 1954—2017) — американский нейробиолог, известный исследованиями клеток нейроглии в нервной системы. Член Национальной академии наук США (2013), первый открытый трансгендерный человек с членством в НАН США

## Биография
Бен Баррес родился в Вест-Ориндж в штате Нью-Джерси, его родители не имели высшего образования. В семье было ещё трое детей.
Баррес с детства интересовался естественными науками и математикой. Это побудило его поступить в Массачусетский технологический институт, где он получил степень бакалавра.
В 17 лет Барресу диагностировали синдром Майера — Рокитанского — Кустера — Хаузера.
Окончил Дартмутский колледж в 1979 году, получив степень доктора медицины Дальше проходил резидентуру по нейрологии в медицинской школе Корнеллского университета.
Учился в докторантуре медицинского факультета Гарвардского университета в лаборатории Дэвида Коре (англ. David Corey). Постдокторантские исследования осуществлял в 1990—1993 годах в Университетском колледже Лондона в лаборатории Мартина Раффа.
Собственную лабораторию получил в 1993 году в отделе нейробиологии медицинского факультета Стэнфордского университета. В 2008 году Баррес возглавил отдел.
Являлся транс-мужчиной. В 1997 году совершил трансгендерный переход. В детстве родители Бена воспринимали своего ребёнка как томбоя. Позже Бен вспоминал: «Внутренне я твёрдо чувствовал себя мальчиком. Это было очевидно во всём в моём поведении».
В 2013 году избран членом Национальной академии наук США.
В 2015 году у Барреса был диагностирован рак поджелудочной железы. Он умер от рака в декабре 2017 года.

## Научный вклад
Докторская диссертация Баррес была посвящена катионным каналам глиальных клеток. На то время ими мало кто интересовался, поэтому Бен собственноручно разрабатывал подходы, позволяющие разделить различные подтипы глии с помощью антител.
Постдокторские исследования касались методов отделения глиальных клеток от других клеток мозга, в частности Барресу удалось доказать, что олигодендроциты требуют контактов с другими клетками для выживания. Баррес показал механизм контроля количества олигодендроцитов при развитии сетчатки глаза и их роли в образовании синапсов между нейронами.
Одним из великих открытий лаборатории Барреса стало выявление «реактивных астроцитов», или астроцитов класса A1, которые вызывают реакцию воспаление в нервной системе, и характеристика механизмов их активации.

## Общественная деятельность
Баррес обратил внимание на то, как изменилось отношение людей к нему после того как он совершил транс-переход. В частности, после одного из докладов он случайно услышал комментарий из аудитории, автор которого утверждал, что Бен выступает и ведёт исследования лучше, чем его сестра Барбара, не осознавая, что это одно и то же лицо. Это позволило ему сравнить ощущения человека, находящегося в гендерных ролях женщины и мужчины. Отсюда в Барреса появилась необходимость бороться за равенство прав и возможностей, независимо от статьи и других признаков.
Баррес во многих публичных выступлениях уделял 5—10 минут проблемам гендерного равенства и половых преследований. При этом, он делал это посреди выступления, а не во вступлении или в конце.
В ответ на выступление президента Гарвардского университета Ларри Саммерса, в котором тот заявил, что малое количество женщин в науке связано с их внутренними особенностями, Баррес напечатал статью в журнале «Nature», где привёл примеры исследований и собственного опыта о дискриминации женщин в научном обществе. Своими выступлениями он привлёк внимание к этой проблеме.